# 史密斯威森M329 XL獵人型左輪手槍
史密斯威森M329 XL獵人型（英語：Smith & Wesson Model 329 XL Hunter）是一款由美国槍械公司史密斯威森旗下的性能中心以史密斯威森M329（史密斯威森M29的钪合金底把版本）為藍本研製及生產的6發式“N型底把”雙動操作式休閒射擊、狩獵及家庭防護用途左輪手槍，發射火力強大的.44 Remington Magnum雷明登馬格南或火力相對較弱的.44 S&W特種彈這二種子彈。

## 概述
史密斯威森M329 XL獵人型是一把類似史密夫威信M629的左輪手槍，具有一根165.1毫米（6.5英吋）、無膛口裝置的不鏽鋼製槍管。它使用了鋁電解鈧合金底把和啞光黑色塗層、PVD塗層不鏽鋼弹巢，裝上了帕茨米亞（英語：Pachmayr）環繞式壓實特製握把。它亦採用了集光HI-VIZ紅色光纖準星和可調節的V型缺口式照門。整把左輪手槍表面具有消減防眩眩光的啞光黑色外觀，以及啞光灰色的彈巢。

## 外部連結
- （英文）—WhichGun.com—Smith & Wesson Model 329 XL Hunter （页面存档备份，存于）
- （英文）—Guns.com—Model 329 （页面存档备份，存于）